# Espace de Hilbert à noyau reproduisant
Pour les articles homonymes, voir noyau.

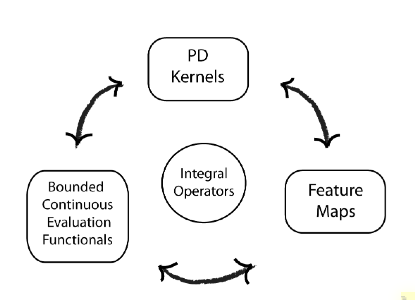
Diagrammes représentant les liens entre les différentes visions des espaces de Hilbert à noyau reproduisant

En analyse fonctionnelle, un  espace de Hilbert à noyau reproduisant est un espace de Hilbert de fonctions pour lequel toutes les applications {\displaystyle f\mapsto f(x)} sont des formes linéaires continues. De manière équivalente, il existe des espaces qu'on peut définir par des noyaux reproduisants. Le sujet a été originellement et simultanément développé par Nachman Aronszajn et Stefan Bergman en 1950. Les espaces de Hilbert à noyau reproduisant sont parfois désignés sous l’acronyme issu du titre anglais RKHS, pour Reproducing Kernel Hilbert Space.
Dans cet article, on suppose que les espaces de Hilbert sont complexes.  La principale raison est qu'il existe de nombreux exemples d'espaces de Hilbert à noyau reproduisant qui sont des espaces de fonctions analytiques complexes, même s'il existe des espaces de Hilbert réels qui ont des noyaux reproduisants.
Un important sous-ensemble d'espaces de Hilbert à noyau reproduisant est constitué par les espaces de Hilbert à noyau reproduisant associés à un noyau continu. Ces espaces ont d'importantes applications, dans les domaines de l'analyse complexe, la mécanique quantique, les statistiques, l'analyse harmonique et l’apprentissage automatique.

## Définition
Soit X un ensemble arbitraire et H un espace de Hilbert de fonctions à valeurs complexes sur X. On dit que H est un espace de Hilbert à noyau reproduisant si pour tout x dans X, la forme linéaire
{\displaystyle L_{x}:f\mapsto f(x)}
de H dans {\displaystyle \mathbb {C} } est continue.  D'après le théorème de représentation de Riesz, cela implique que pour tout x dans X, il existe un unique élément Kx de H avec la propriété que:
{\displaystyle f(x)=\langle f,\ K_{x}\rangle \quad \forall f\in H\quad (*).}
La fonction Kx est appelée la fonction d'évaluation au point x.
Puisque H est un espace de fonctions, l'élément Kx est lui-même une fonction définie sur X. Nous définissons la fonction {\displaystyle K:X\times X\to \mathbb {C} } par
{\displaystyle K(x,y)\ {\stackrel {\mathrm {def} }{=}}\ {\overline {K_{x}(y)}}.}
Cette fonction est appelée le noyau reproduisant pour l'espace de Hilbert H et elle est déterminée entièrement par H car le théorème de représentation de Riesz garantit, pour tout x dans X, que l'élément Kx satisfaisant (*) est unique.

## Exemples
Par exemple, si X est fini et H est formé par toutes les fonctions à valeurs complexes sur X, alors un élément de H peut être représenté par une matrice colonne de nombres complexes. Si on utilise le produit scalaire hermitien canonique, alors Kx est la fonction qui vaut 1 en x et 0 ailleurs, et K n'est autre que la matrice identité puisque K(x, y) = 1 si x = y et K(x, y) = 0 sinon. Dans ce cas, H est isomorphe à {\displaystyle \mathbb {C} ^{n}}. 
Un exemple plus sophistiqué est l'espace de Bergman H 2(D) des fonctions holomorphes de carré intégrable sur le disque unité D. On peut montrer que le noyau reproduisant pour H 2(D) est
{\displaystyle K(x,y)={\frac {1}{\pi }}{\frac {1}{(1-x{\overline {y}})^{2}}}.}
Ce noyau est un exemple de noyau de Bergman, nommé d'après Stefan Bergman.

## Propriétés

### Propriétés du noyau
Il est clair d'après la discussion ci-dessus que 
{\displaystyle K(x,y)\;=\;{\overline {K_{x}(y)}}\;=\;\langle K_{x},K_{y}\rangle .}
En particulier, 
{\displaystyle K(x,x)\;=\;\langle K_{x},K_{x}\rangle \;\geq \;0,\quad \forall x\in X.}
Notons que 
{\displaystyle K_{x}\;=\;0\quad {\text{ si et seulement si }}\quad f(x)=0\quad \forall \;f\in H.}

### Suites orthonormales
Si {\displaystyle \textstyle \left\{\phi _{k}\right\}_{k=1}^{\infty }} est une base hilbertienne de H, alors
{\displaystyle K\left(x,y\right)=\sum _{k=1}^{\infty }\phi _{k}\left(x\right){\overline {\phi _{k}\left(y\right)}}.}

## Théorème de Moore-Aronszajn
Dans les sections précédentes, on a défini une fonction noyau à partir d'un espace de Hilbert à noyau reproduisant. Il résulte de la définition d'une forme hermitienne que le noyau que nous avons défini est symétrique et défini positif (en). Le théorème de Moore-Aronszajn affirme que tout noyau symétrique défini positif définit un unique espace de Hilbert à noyau reproduisant. 
Le théorème apparaît pour la première fois dans l'article Theory of Reproducing Kernels d'Aronszajn, même s'il l'attribue à E. H. Moore.
Théorème — Si K est un noyau symétrique et défini positif sur l'ensemble E, alors il existe un unique espace de Hilbert de fonctions sur E pour lequel K est un noyau reproduisant.

## Noyau de Bergman
Le noyau de Bergman est défini pour tout ouvert D de ℂn. Prenons l'espace de Hilbert H des fonctions holomorphes sur D qui sont de carré intégrable pour la mesure de Lebesgue. La théorie n'est pas triviale dans le cas où il existe de telles fonctions, qui ne soient pas identiquement nulles. Alors H est un espace à noyau reproduisant, avec comme fonction noyau le noyau de Bergman ; cet exemple, lorsque n = 1, a été introduit par Bergman en 1922.